# Torre di Castel Marino
La torre di Castel Marino è una torre costiera situata nella parte meridionale del territorio comunale di Grosseto, nel cuore del Parco naturale della Maremma, raggiungibile attraverso l'itinerario A2. La torre si trova su un'altura dalla quale si domina la "pineta Granducale" e un lungo tratto costiero da cala di Forno alla foce del fiume Ombrone, con la visuale che si amplia notevolmente nelle giornate terse. Rispetto alla vicina torre di Collelungo, la fortificazione è situata su una collina di altezza superiore.

## Storia
Costruita in epoca medievale dagli aldobrandeschi come punto di avvistamento lungo la fascia costiera a sud della città di Grosseto, la torre fu al centro della spartizione dei beni della famiglia al momento della spartizione dei territori tra la Contea di Sovana e la Contea di Santa Fiora.
Nel corso del Cinquecento la struttura iniziò a perdere importanza, a seguito della costruzione della vicina torre di Collelungo, dove si trasferirono tutte le sentinelle impegnate nella sorveglianza di questo tratto costiero.
La lenta e inesorabile decadenza si concretizzò con i parziali crolli avvenuti nel corso del Settecento, che portarono in rovina l'antica torre.
Negli ultimi decenni del secolo scorso una serie di restauri hanno permesso di salvare ciò che rimaneva dell'originaria fortificazione medievale, salvandola così da ulteriori situazioni di degrado.

## Descrizione
La torre di Castel Marino si presenta attualmente sotto forma di rudere, rovinata su due lati. La base a scarpa si caratterizza per la forma a piramide tronca, sopra la quale la sezione diviene quadrata. La muratura, rivestita in pietra, presenta una serie di aperture e i segni che testimoniano, sulla facciata meridionale, l'antico ingresso che doveva essere preceduto da una rampa di scale. La parte sommitale risulta priva di coronamento.